# Chùa Trấn Quốc
Chùa Trấn Quốc nằm trên một hòn đảo phía Đông Hồ Tây. Chùa có lịch sử gần 1500 năm và được coi là lâu đời nhất ở Thăng Long - Hà Nội. Dưới thời nhà Lý và nhà Trần, chùa Trấn Quốc là trung tâm Phật giáo của kinh thành Thăng Long.
Kiến trúc chùa có sự kết hợp hài hoà giữa tính uy nghiêm, cổ kính với cảnh quan thanh nhã giữa nền tĩnh lặng của một hồ nước mênh mang. Với những giá trị về lịch sử và kiến trúc, chùa Trấn Quốc nổi tiếng là chốn cửa Phật linh thiêng, là điểm thu hút rất nhiều tín đồ Phật tử và khách tham quan, du lịch trong ngoài Việt Nam.

## Lịch sử

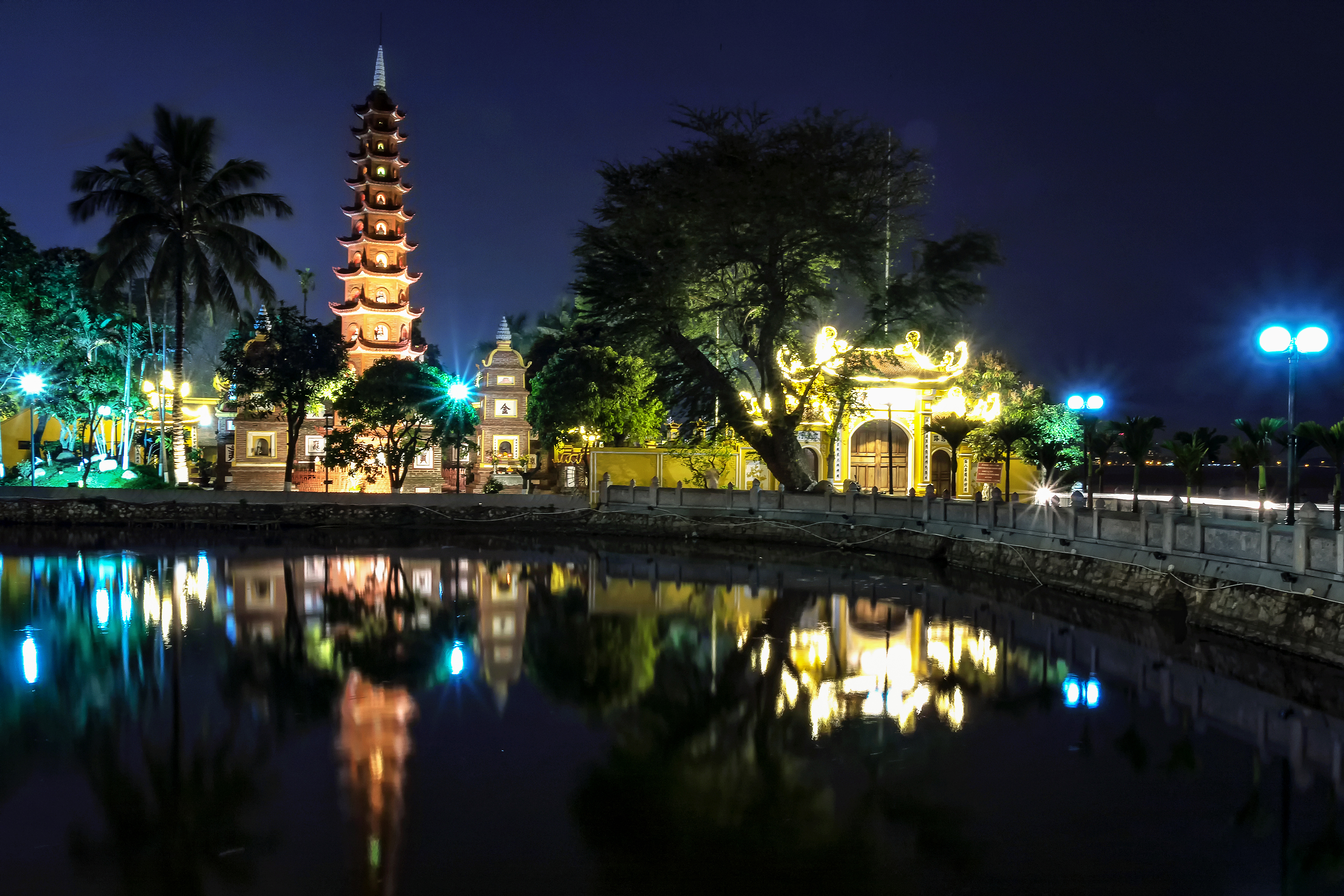
Chùa Trấn Quốc về đêm

Theo Từ điển Di tích Văn hóa Việt Nam (Hà Nội, 1993), thì chùa Trấn Quốc nguyên là chùa Khai Quốc, dựng từ thời Tiền Lý (Lý Nam Đế, 541-547), tại thôn Y Hoa, gần bờ sông Hồng. Đến đời Lê Trung Hưng (1615), chùa được dời vào trong đê Yên Phụ, dựng trên nền cũ cung Thúy Hoa (thời nhà Lý) và điện Hàn Nguyên (thời nhà Trần). Trong các năm 1624, 1628 và 1639, chùa tiếp tục được trùng tu, mở rộng. Trạng nguyên Nguyễn Xuân Chính đã soạn bài văn bia dựng ở chùa vào năm 1639 về công việc tôn tạo này. Đầu đời nhà Nguyễn, chùa lại được trùng tu, đúc chuông, đắp tượng. Năm 1821, vua Minh Mạng đến thăm chùa, ban 20 lạng bạc để tu sửa. Năm 1842, vua Thiệu Trị đến thăm chùa, ban 1 đồng tiền vàng lớn và 200 quan tiền, cho đổi tên chùa là Trấn Bắc. Nhưng tên chùa Trấn Quốc có từ đời vua Lê Hy Tông đã được nhân dân quen gọi cho đến ngày nay.

## Cảnh quan và kiến trúc

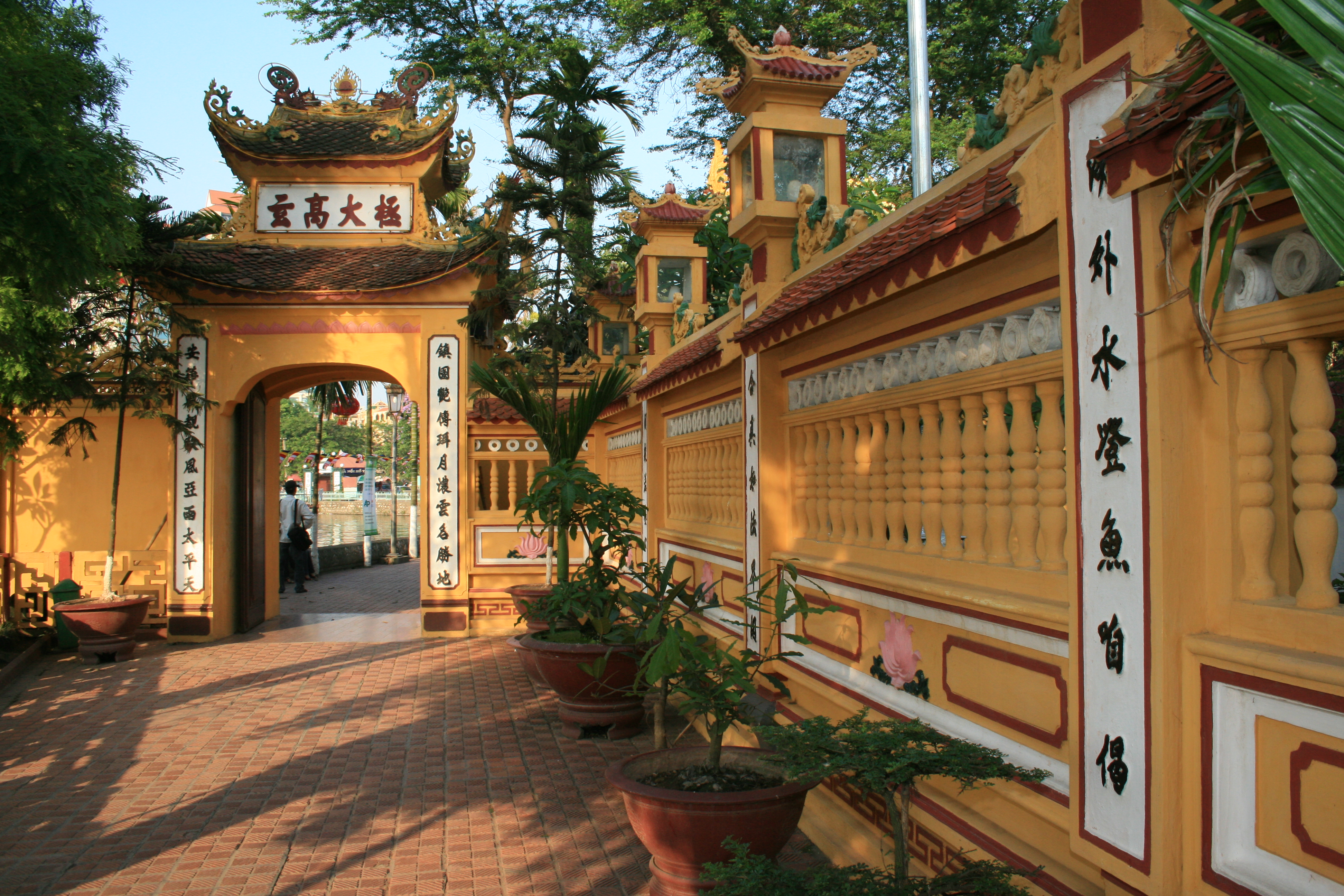
Cổng chùa Trấn Quốc

Chùa Trấn Quốc toạ lạc trên một hòn đảo duy nhất của một hồ nước ngọt lớn nhất ở Hà Nội. Vào thời Hai Bà Trưng (40 - 43), khu vực xung quanh Hồ Tây dân cư rất thưa thớt, có các hang động vừa và nhỏ và rừng cây bao phủ, trong rừng còn có cả một số loài thú quý hiếm sinh tồn. Cùng trải qua thời gian hàng nghìn năm tồn tại của ngôi chùa, cảnh quan nơi đây bây giờ được đổi khác hoàn toàn. Bờ hồ có đường lớn bao quanh, những ngôi nhà biệt thự và công trình hiện đại hình thành... Một mặt thể hiện sự hoàn thiện tổng thể kiến trúc của thành phố, nhưng mặt khác vô tình phá vỡ cảnh quan lịch sử và tâm linh trong quan niệm sống của số dân cư bản địa.
Phía trên cửa chùa có ghi ba chữ Phương Tiện môn và câu đối hai bên viết bằng chữ Nôm:
Vang tai xe ngựa qua đường tục/ Mở mặt non sông đứng cửa thiền
Giống hầu hết những ngôi chùa khác ở Việt Nam, kết cấu và nội thất chùa Trấn Quốc có sự sắp xếp trình tự và theo nguyên tắc khắt khe của Phật giáo. Gồm nhiều lớp nhà với ba ngôi chính là Tiền đường, nhà thiêu hương và thượng điện nối thành hình chữ Công (工).
Tiền đường hướng về phía Tây. Hai bên nhà thiêu hương và thượng điện là hai dãy hành lang. Sau thượng điện là gác chuông. Gác chuông chùa là một ngôi ba gian, mái chồng diêm, nằm trên trục sảnh đường chính.
Bên phải là nhà tổ và bên trái là nhà bia. Trong chùa hiện nay đang lưu giữ 14 tấm bia. Trên bia khắc năm 1815 có bài văn của tiến sĩ Phạm Quý Thích ghi lại việc tu sửa lại chùa sau một thời gian dài đổ nát. Công việc này bắt đầu vào năm 1813 và kết thúc vào năm 1815.
Phía sau chùa có một số mộ tháp cổ từ đời Vĩnh Hựu và Cảnh Hưng (thế kỉ 18).
Khuôn viên chùa có Bảo tháp lục độ đài sen được xây dựng năm 1998. Bảo tháp lớn gồm 11 tầng, cao 15m. Mỗi tầng tháp có 6 ô cửa hình vòm, trong mỗi ô đặt một pho tượng Phật A Di Đà bằng đá quý. Đỉnh tháp có đài sen chín tầng (được gọi là Cửu phẩm liên hoa) cũng bằng đá quý. Bảo tháp này được dựng đối xứng với cây bồ đề lớn do Tổng thống Ấn Độ tặng khi ông đến thăm Hà Nội năm 1959. Thượng toạ Thích Thanh Nhã, Uỷ viên Hội đồng trị sự Giáo hội Phật giáo Việt Nam, Trụ trì chùa Trấn Quốc, đã giải thích sự đối xứng đó là: "Hoa sen tượng trưng cho Phật tính chân, như tính sinh ở dưới bùn mà không bị ô uế. Bồ đề là trí giác, trí tuệ vô thượng. Tất cả đều hàm ý nghĩa bản thể và hiện tượng của các pháp". 

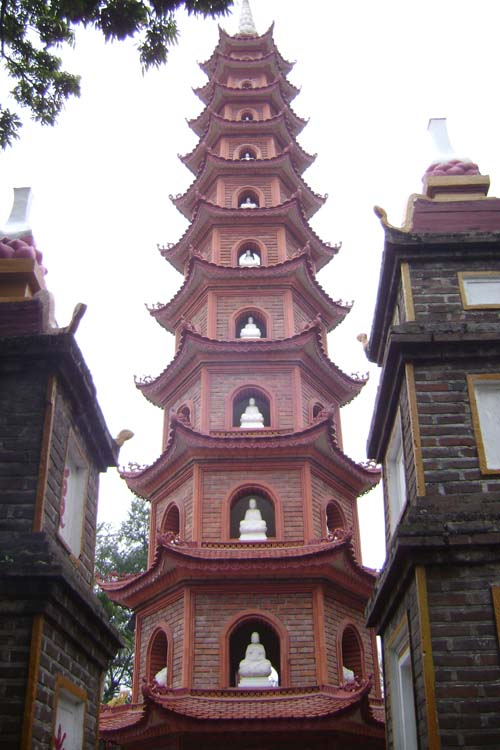
Bảo tháp lục độ đài sen, chùa Trấn Quốc

Chùa được công nhận là Di tích Lịch sử Văn hoá cấp quốc gia vào năm 1989.
Tuy nhiên, do nhiều lần trùng tu, sửa chữa nên kiến trúc chùa đã không khỏi bị pha tạp phong cách kiến trúc của các thời kỳ:
- Trong các năm 1624, 1628 và 1639 (thời Chúa Trịnh), chùa được trùng tu, mở rộng.
- Trải qua thời Tây Sơn, trong bối cảnh tranh chấp quyền lực cuối thời Hậu Lê trong lịch sử Việt Nam ngôi chùa bị rơi vào cảnh hoang phế, khi đó cư dân địa phương đã xin được tu sửa lại chùa. Lần trùng tu lớn nhất là vào năm Ất Hợi, niên hiệu Gia Long 14 (trên văn bia Tái tạo Trấn Quốc tự bi do Tiến sĩ khoa 1779 Phạm Lập Trai soạn văn) [1].
- Năm 2010, tu bổ để chào mừng Đại lễ 1000 năm Thăng Long – Hà Nội và Hội nghị Thượng đỉnh Phật giáo Thế giới lần thứ 6 tổ chức tại Việt Nam vào tháng 11/2010. Dự toán kinh phí của đợt tu bổ này là 15 tỷ đồng [2].

Trong văn bia "Tái tạo Trấn Quốc tự bi" do Tiến sĩ khoa Kỷ Hợi năm Cảnh Hưng thứ 40 soạn, đã ca ngợi: "Đứng trên cao ngắm cảnh chùa, mây lồng đáy nước, mặt hồ ánh xanh xanh khiến du khách lâng lâng. Tiếng chuông chùa gọi ai tỉnh mộng trần tục..."

## Vinh danh
Năm 2016, báo Daily Mail ở Anh xếp chùa vào trong số 16 ngôi chùa đẹp nhất thế giới. Năm 2017, trang web du lịch wanderlust.co.uk xếp vào vị trí thứ ba trong 10 ngôi chùa "đẹp nhất trên toàn thế giới" vì hài hòa với môi trường xung quanh.

## Các đời trụ trì
- Thiền Sư Vân Phong
- Tăng Thống Khuông Việt
- Quốc Sư Thảo Đường
- Thiền Sư Thông Biện
- Thiền sư Viên Học
- Thiền sư Tịnh Không

Dòng Tào Động
- Viên Dung Hòa Thượng, Thiền Sư Tịnh trí Giác Quán (dòng Tào Động), sư thuộc thế hệ thứ 4 chùa Hòe Nhai sang trụ trì chùa Trấn Quốc.
- Quảng Tế Thiền Sư húy Hải Ngạn
- Trung Nghĩa Hòa Thượng, Bí Hóa Thiền Sư húy Khoan Nhạ
- Minh Lãnh Thiền Sư, Phương Trượng Tỷ Kheo, húy Giác Khoan.
- Phổ Tế Thiền Sư, Hương Lâm Tháp Thanh Từ Sa Môn, húy Khoan Nhân.
- Đạo Sinh Thiền Sư, Tinh Thông Hòa thượng, Thanh Hải tỳ Kheo.
- Sinh Tín Thiền Sư, húy Thanh Tuyền.
- Thích Dương Dương thiền sư, húy Thanh uyên - Đạo Sùng.
- Quang Lư Thiền sư, Hồng Phúc Sa Môn, Thích Đường Đường.
- Mẫn Tiệp thiền sư, húy Chính Tiến.
- Phúc Hòa Thiền Sư, húy Tâm Lợi, thế danh Đặng Văn Lợi.
- Mã Đạo Hòa Thượng, húy Chân Nghĩa.

Dòng Tào Động chùa Cả Nam Định
- Hoà Thượng Kim Cương tử (1914 - 2001) hiệu Thúy Đồ Ba Thành Luật Sư, Phó chủ tịch thường trực Hội đồng trị sự TƯ GHPGVN, sư về trụ trì năm 1983, sau khi các sư dòng Tào Động nam tiến từ thập niên 1953
- Hoà thượng Thích thanh Nhã, sinh năm 1950,

## Các khách thăm đặc biệt

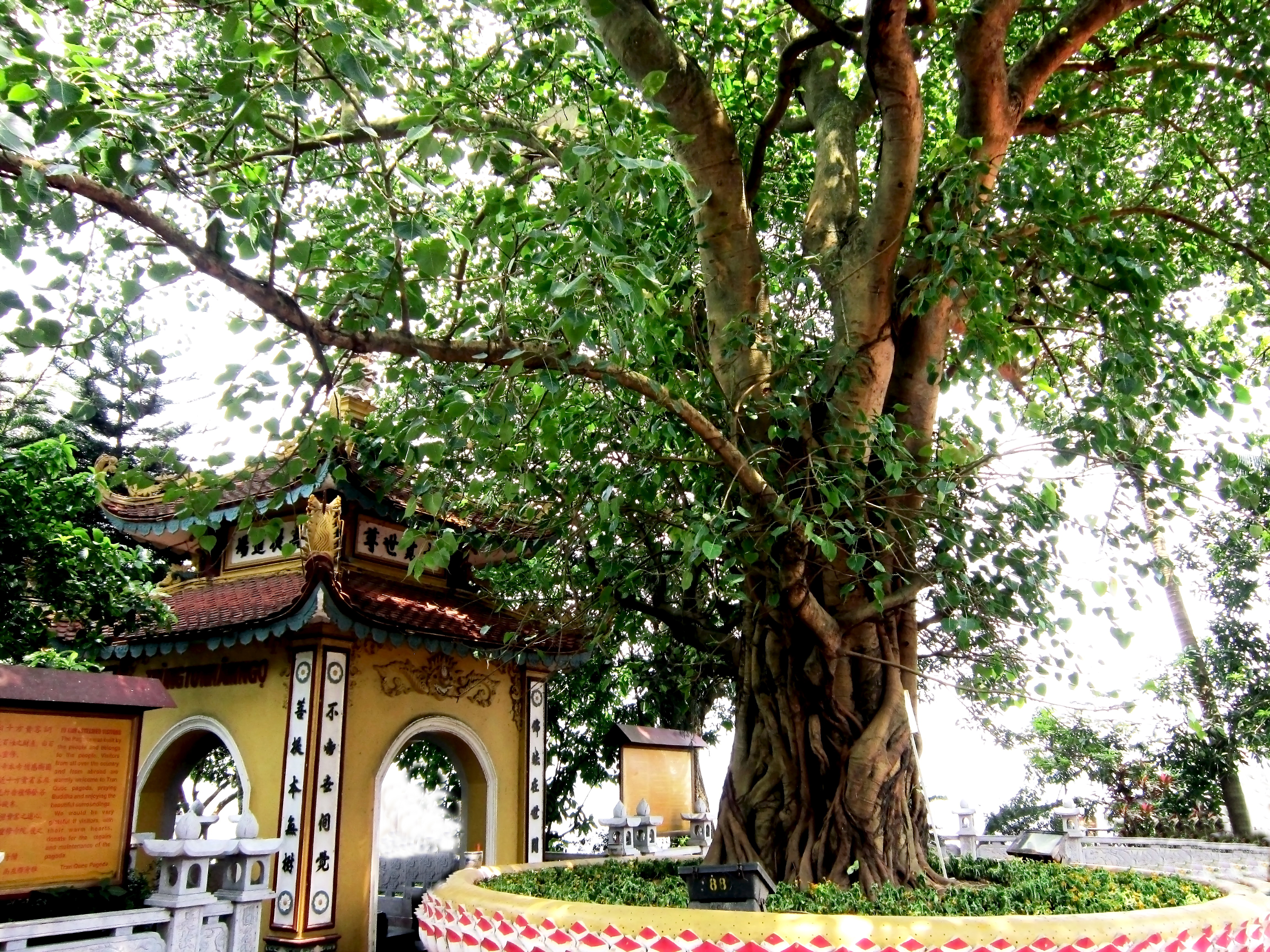
Cây bồ đề ở sân chùa Trấn Quốc

- Dưới triều vua Lý Nhân Tông, Thái hậu Ỷ Lan đã nhiều lần đến chùa cùng các vị cao tăng để đàm đạo.
- Năm Kỷ Mão (1639) chúa Trịnh Tráng cho sửa và trồng sen quanh chùa, biến nơi thờ cúng thành hành cung riêng của nhà Chúa.
- Năm 1821, Vua Minh Mạng đến thăm, ban 20 lạng bạc để tu sửa chùa.
- Năm 1842, Vua Thiệu Trị đến thăm chùa, ban 1 đồng tiền vàng lớn và 200 quan tiền để tu sửa chùa[4].
- Ngày 24 tháng 3 năm 1959, Tổng thống Ấn Độ Rajendra Prasad đến thăm chùa và tặng cây bồ đề trồng trước cửa tòa Tam bảo [cần dẫn nguồn].
- Ngày 28 tháng 11 năm 2008, Tổng thống Ấn Độ Pratibha Patil đến thắp hương và tham quan nhân dịp trong chuyến công du Việt Nam [5].
- Ngày 31 tháng 10 năm 2010, Tổng thống LB Nga Dmitry Medvedev đến tham quan trong dịp đến Hà Nội dự Hội nghị Cấp cao không thường niên ASEAN - LB Nga lần thứ hai [6].

## Hình ảnh chùa Trấn Quốc

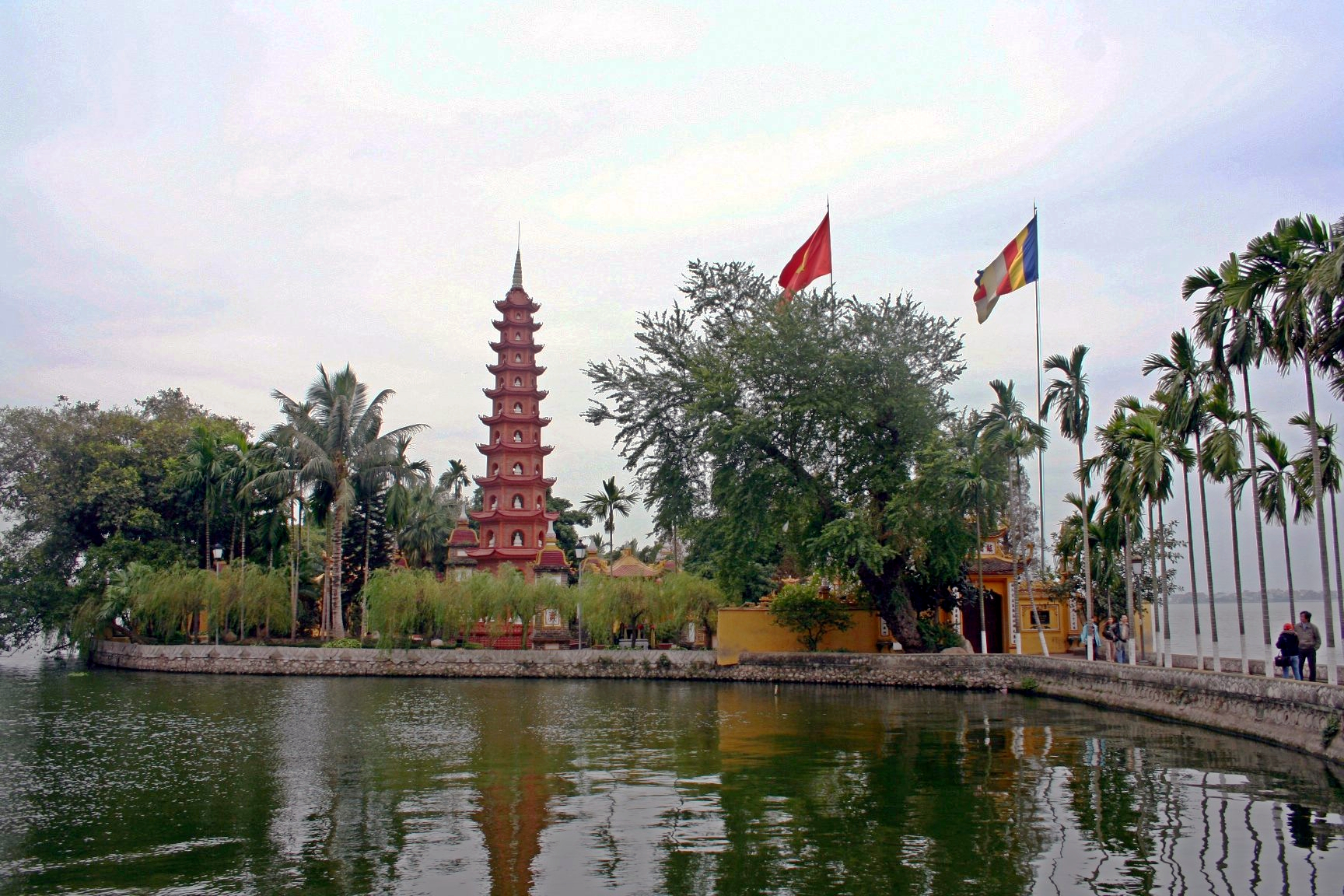
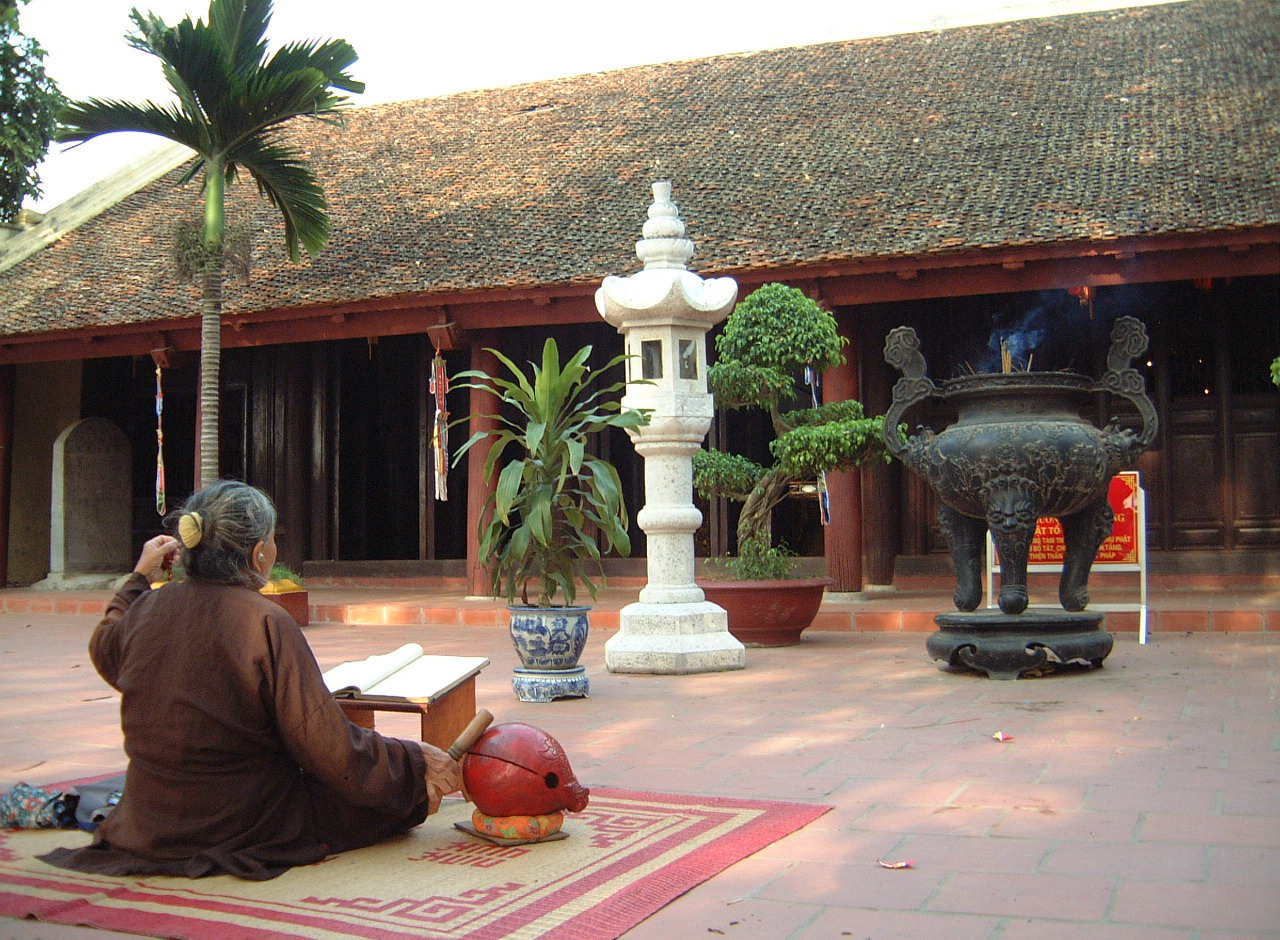
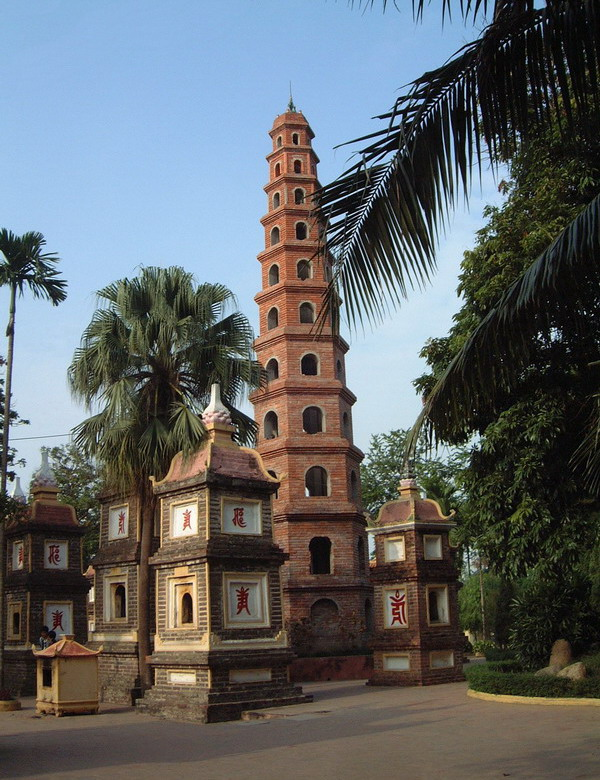
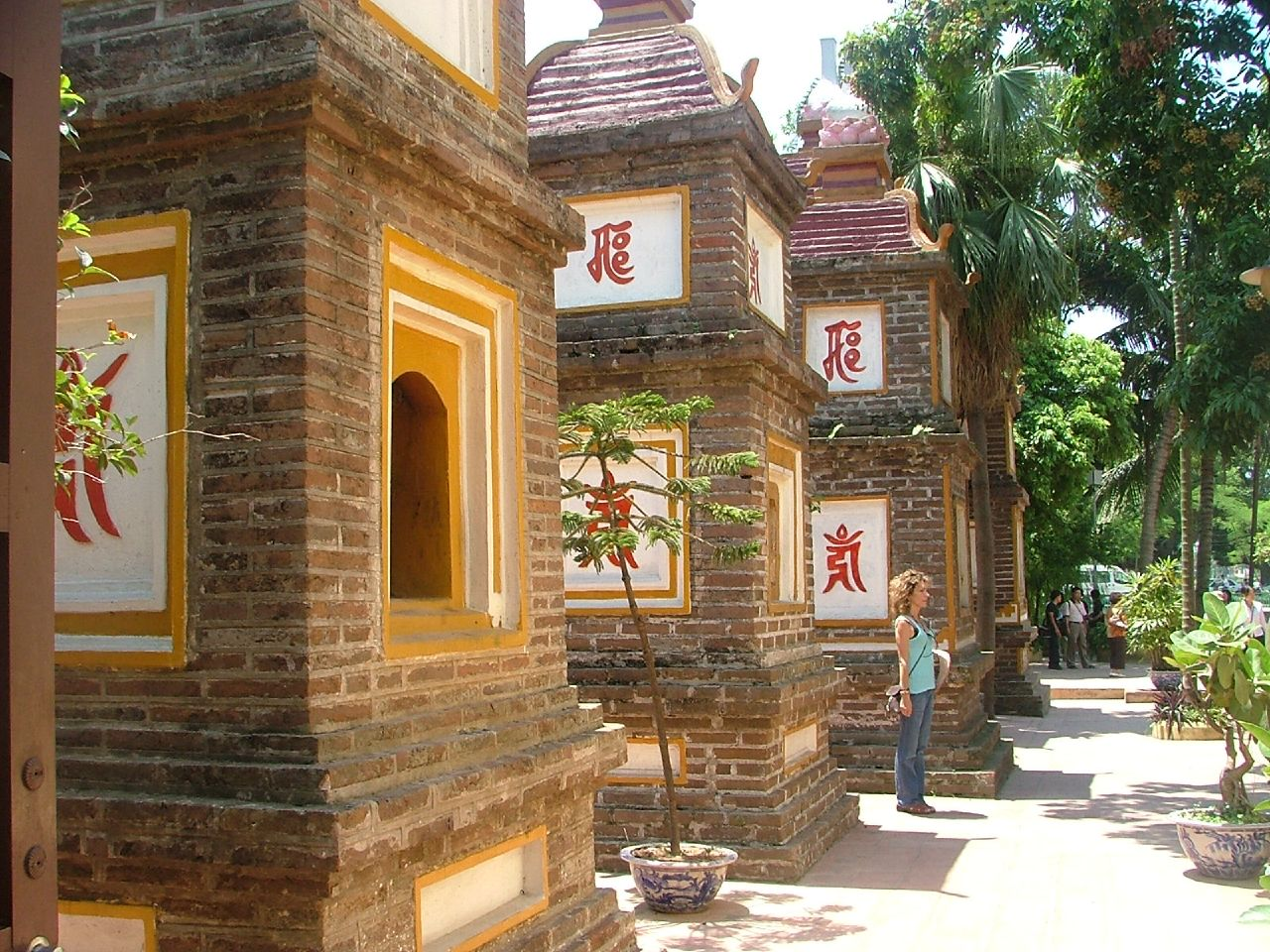